# 陈华癸
陈华癸（1914年1月11日—2002年11月19日），男，祖籍江苏昆山，生于北京，中国土壤微生物学家，中国科学院院士。主要研究土壤微生物区系、营养物质的生物循环、紫云英根瘤菌共生固氮等。

## 生平
陈华癸于1935年毕业于北京大学生物系，期间曾师从植物学家张景钺。后赴英国留学，1939年获伦敦大学博士学位。
1940年返国后曾任职于清华大学农业研究所、中央农业实验所。抗日战争结束后任教于北京大学农学院，担任土壤系系主任。1947年又赴国立武汉大学农学院任农业化学系系主任。1952年院系调整时出任华中农学院土壤及农业化学系系主任。1978年创立生物固氮研究室并任主任。1979年出任华中农学院院长。1980年当选中国科学院生物学部学部委员（院士）。
2002年11月19日逝世，享年88岁。

## 社会兼职
曾任中国农学会副会长、中国微生物学会副理事长、中国土壤肥料研究会理事长、国务院学位委员会委员、全国人大代表等职。

## 家庭
父亲陈定保。妻子周如松为伦敦大学博士，武汉大学物理学教授。岳父周鲠生为法学家，中央研究院院士，国立武汉大学校长。

## 以陈华癸的名字命名的细菌
- 陈华癸成对杆菌 Dyadobacter chenhuakuii Ma et al. 2023[2]
- 华癸梭菌 Clostridium huakuii Ruan et al. 2014[3]